# دانيال ساذرلاند
دانيال ساذرلاند هو سياسي أمريكي، ولد في 17 أبريل 1869 في Pleasant Bay, Nova Scotia ‏ في كندا، وتوفي في 24 مارس 1955 في بلدة أبينغتون ‏ في الولايات المتحدة. نشط حزبياً في الحزب الجمهوري. وقد انتخب عضو مجلس النواب الأمريكي ‏.